# Afranthidium biangulatum
Afranthidium biangulatum är en biart som beskrevs av Pasteels 1984. Afranthidium biangulatum ingår i släktet Afranthidium och familjen buksamlarbin. Inga underarter finns listade i Catalogue of Life.